# Височица
Вижте пояснителната страница за други значения на Височица.
Височица (на сръбски: Височица или Visočica) е река в Западна България (Софийска област, община Годеч) и Сърбия (Пиротски окръг), ляв приток на река Темщица (Темска). Дължината ѝ е 71 km, като на българска територия – 16,7 km.

## Географска характеристика
Височица извира под името Сребърна под връх Камара в Берковския дял на Стара планина и тече на юг. Приема притоците Куратска река, Криви поток, Губешка река и Реновщица. При село Комщица прави завой за запад, навлиза в котловината Висок и след няколко километра напуска територията на България. Тук е известна и като Брълска река, по името на село Бърля или Комщица. Над село Комщица реката преминава през каньон с красиви скални образования. Там могат да се намерят фосили от юрския период: амонити, белемнити, миди.
В сръбска територия реката тече през Горни и Долни Висок. Основните ѝ притоци са от дясната ѝ страна, откъдето приема Росомачка река, вливаща при село Славиня, както и Йеловичка река, която се влива при село Височка Ръжана в Долни Висок. Други притоци са Каменичка, Росомачка, Гостушка и Белска река. Най-големият ѝ приток е Топлодолската река, която се влива във Височица при Мъртвачки мост. Реката минава през селата Ръсовци, Пъклещица, Велика Луканя и при село Нови Завой се влива в река Темщица (Темска), която е десен приток на река Нишава.
През 1963 г. масивно свлачище прегражда реката и създава естествено езеро дълго 500 метра, което наводнява село Завой в Долния Висок. Това езеро е пресушено, но на негово място е създаден укрепен язовир – Завойското езеро, и е построена ВЕЦ „Завой“. Завойското езеро се намира на 595 m н.в., има площ от 5,53 km² и дълбочина от 60 m. За жителите на потопеното село Завой е построено село Нови Завой на по-високо място.

## Топографска карта
- Лист от карта K-34-34. Мащаб: 1 : 100 000.
- Лист от карта K-34-35. Мащаб: 1 : 100 000.